# Улога моје породице у свјетској револуцији
 Улога моје породице у свјетској револуцији  је југословенски филм из 1971 године. Режирао га је Бахрудин Бато Ченгић по сценарију Боре Ћосића и Бранка Вучићевића, базираном на Ћосићевом истоименом роману.
Филм је премијерно приказан у Пули на филмском фестивалу 1971. године, а затим забрањен. Улога моје породице у светској револуцији након почетне забране приказивања никад није ушао у кино-дистибуцију.